# Reggina 1914 2022-2023
Questa voce raccoglie le informazioni riguardanti la Reggina 1914 nelle competizioni ufficiali della stagione 2022-2023.

## Stagione
La stagione 2022-2023 è stata per la Reggina la 25ª partecipazione al campionato cadetto.
Il 17 giugno 2022, dopo settimane di trattative, avviene il cambio di proprietà: Luca Gallo, finito agli arresti domiciliari il 5 maggio, cede le proprie quote societarie a Felice Saladini. Il 12 luglio la società ingaggia con contratto triennale Filippo Inzaghi come nuovo allenatore.
Il 22 dicembre 2022 allo stadio Granillo si è giocata un amichevole di lusso tra la Reggina allenata da Filippo Inzaghi e l'Inter allenata da Simone Inzaghi. La gara giocata alle ore 18:00 ha avuto una grande cornice di pubblico (15.525 paganti). Il risultato, sbloccato solo al minuto 78°, è stato di 0-2 con reti di Edin Džeko e Romelu Lukaku. Gli abbonamenti staccati sono 4 130.
In campionato la Reggina conquista sul campo 55 punti, ma deve scontare una penalizzazione di 5 punti, ottiene così penalizzata il settimo posto finale, disputando il turno preliminare dei Play-off contro il Sudtirol, lo perde (1-0) chiudendo così sul campo una onorevole stagione. Si è messo in evidenza il giovane centrocampista Giovanni Fabbian di scuola Inter, autore di 8 reti in stagione. Ma il peggio era dietro l'angolo al termine del torneo. Il 30 agosto 2023 il Consiglio di Stato esclude la Reggina dal campionato cadetto. Il giorno seguente la FIGC impone lo svincolo dei tesserati. La nuova Reggina deve ripartire dal campionato di Serie D per la stagione 2023-2024.

## Organigramma societario
Organigramma societario tratto dal sito ufficiale.
Area direttiva
- Presidente: Marcello Cardona
- Consiglieri: Cristiano Di Giosa, Angelo Ferraro, Filippo Brunori
- Amministratore Delegato: Paolo Castaldi
- Direttore generale dell'Area Tecnica: Gabriele Martino[9]
- Direttore sportivo: Massimo Taibi
- Direttore area scouting: Fabio Massimo Iengo
- Segretario sportivo: Sergio Miceli

Area sanitaria
- Responsabile: Pasquale Favasuli
- Medici: Alessio Rosato, Paolo Borrello, Filippo Labate, Giuseppe Tassone
- Fisioterapisti: Antonio Costa, Vincenzo Paonessa, Domenico Lisi, Carmine Modafferi, Andrea Cristiano, Fabio Assumma, Domenico Moschella, Antonino Pezzimenti, Rocco Gioffrè, Lorenzo Trunfio
- Osteopata: Natale Condemi

Area organizzativa
- Segretario generale: Salvatore Conti
- Team manager: Giusva Branca
- Store manager: Chiara Farruggia

Area comunicazione e marketing
- Direttore generale della comunicazione: Giuseppe Sapienza
- Responsabile: Ferdinando Ielasi
- Ufficio stampa: Filippo Mazzù
- Speaker stadio: Filippo Lo Presti
- Grafico: Pietro Nania
- Fotografo: Maurizio Laganà
- Ufficio marketing: Consuelo Apa

Biglietteria
- Responsabile Biglietteria: Maurizio Albanese
- Delegato Sicurezza Stadio: Giuseppe Calabrò
- SLO: Pietro Casile

Area tecnica
- Allenatore: Filippo Inzaghi
- Allenatore in seconda: Maurizio D'Angelo, Gaetano Ungaro
- Preparatore atletico: Luca Alimonta, Daniele Cenci
- Preparatore dei portieri: Maurizio Guido
- Collaboratore preparatore dei portieri: Antonino Liuzzo
- Recupero infortunati: Alessio Torino
- Match analyst: Simone Baggio

## Divise e sponsor
Per la stagione 2022-2023 lo sponsor tecnico è Givova. Il Main Sponsor è l'azienda Canale Group, che ritorna a sponsorizzare la Reggina dopo l'ultima volta datata campionato 2014-2015. L'altro sponsor sul davanti è l'azienda Ferraro group. La Caffè Mauro è sponsor sulla manica mentre il back sponsor è l'azienda Soseteg.it. Sui pantaloncini lo sponsor è l'azienda Securmed Group.
| Casa | Trasferta | Terza maglia |  |

## Rosa
Tratto dal sito ufficiale della società.
| N. |                      | Ruolo | Calciatore                        |
| -- | -------------------- | ----- | --------------------------------- |
| 1  | Italia (bandiera)    | P     | Nikita Contini                    |
| 1  | Italia (bandiera)    | P     | Federico Ravaglia                 |
| 2  | Italia (bandiera)    | D     | Rosario Girasole                  |
| 3  | Polonia (bandiera)   | D     | Thiago Cionek                     |
| 5  | Romania (bandiera)   | D     | Eduard Dutu                       |
| 6  | Italia (bandiera)    | D     | Giuseppe Loiacono (vice capitano) |
| 7  | Francia (bandiera)   | A     | Jérémy Ménez                      |
| 8  | Italia (bandiera)    | C     | Lorenzo Crisetig (capitano)       |
| 9  | Italia (bandiera)    | A     | Gabriele Gori                     |
| 10 | Nigeria (bandiera)   | C     | Joel Obi                          |
| 11 | Italia (bandiera)    | C     | Emanuele Cicerelli                |
| 12 | Italia (bandiera)    | P     | Tommaso Aglietti                  |
| 13 | Italia (bandiera)    | D     | Devid Bouah                       |
| 14 | Italia (bandiera)    | C     | Giovanni Fabbian                  |
| 15 | Italia (bandiera)    | P     | Antonio Lagonigro                 |
| 16 | Bulgaria (bandiera)  | A     | Andrej Gălăbinov                  |
| 17 | Italia (bandiera)    | D     | Gianluca Di Chiara                |
| 18 | Argentina (bandiera) | A     | Juan Facundo Crisafi              |

| N. |                       | Ruolo | Calciatore           |
| -- | --------------------- | ----- | -------------------- |
| 19 | Slovacchia (bandiera) | A     | Dávid Strelec        |
| 19 | Paraguay (bandiera)   | A     | Federico Santander   |
| 20 | Brasile (bandiera)    | C     | Hernani Jr.          |
| 21 | Italia (bandiera)     | A     | Federico Ricci       |
| 22 | Italia (bandiera)     | P     | Simone Colombi       |
| 23 | Italia (bandiera)     | D     | Michele Camporese    |
| 24 | Italia (bandiera)     | C     | Vittorio Agostinelli |
| 24 | Italia (bandiera)     | D     | Emanuele Terranova   |
| 25 | Italia (bandiera)     | C     | Alessandro Lombardi  |
| 27 | Italia (bandiera)     | C     | Niccolò Pierozzi     |
| 28 | Svezia (bandiera)     | D     | Riccardo Gagliolo    |
| 29 | Italia (bandiera)     | D     | Mario Paura          |
| 31 | Italia (bandiera)     | C     | Luigi Canotto        |
| 37 | Slovenia (bandiera)   | C     | Žan Majer            |
| 38 | Francia (bandiera)    | C     | Warren Bondo         |
| 94 | Italia (bandiera)     | C     | Daniele Liotti       |
| 98 | Italia (bandiera)     | D     | Federico Giraudo     |
| 99 | Honduras (bandiera)   | C     | Rigoberto Rivas      |

## Calciomercato

### Sessione estiva(dall'1/7 all'1/9)
| Acquisti         | Acquisti             | Acquisti      | Acquisti                      |
| R.               | Nome                 | da            | Modalità                      |
| ---------------- | -------------------- | ------------- | ----------------------------- |
| P                | Federico Ravaglia    | Bologna       | prestito                      |
| P                | Simone Colombi       | Parma         | definitivo                    |
| P                | Lorenzo Lofaro       | Paternò       | fine prestito                 |
| D                | Michele Camporese    | Pordenone     | definitivo                    |
| D                | Eduard Dutu          | Fiorentina    | prestito                      |
| D                | Riccardo Gagliolo    | Salernitana   | definitivo                    |
| D                | Gianluca Di Chiara   | Perugia       | definitivo                    |
| C                | Niccolò Pierozzi     | Fiorentina    | prestito                      |
| C                | Vittorio Agostinelli | Fiorentina    | prestito                      |
| C                | Andrea Marcucci      | Pistoiese     | fine prestito                 |
| C                | Karim Laribi         | Cittadella    | fine prestito                 |
| C                | Mario Šitum          | Cosenza       | fine prestito                 |
| D                | Devid Bouah          | Roma          | definitivo                    |
| C                | Daniele Liotti       | Cosenza       | fine prestito                 |
| C                | Joel Obi             | Salernitana   | definitivo                    |
| C                | Luigi Canotto        | Frosinone     | definitivo                    |
| C                | Lorenzo Gavioli      | Renate        | fine prestito                 |
| C                | Alessandro Lombardi  | Imolese       | definitivo                    |
| C                | Lorenzo Lollo        | Bari          | definitivo                    |
| C                | Emanuele Cicerelli   | Lazio         | prestito                      |
| C                | Zan Majer            | Lecce         | definitivo                    |
| C                | Giovanni Fabbian     | Inter         | prestito                      |
| A                | Lorenzo Di Stefano   | Sampdoria     | prestito                      |
| A                | Federico Santander   | Bologna       | svincolato                    |
| A                | Gabriele Gori        | Fiorentina    | prestito                      |
| A                | Federico Ricci       | Ascoli        | fine prestito                 |
| A                | Alessandro Provazza  | Lamezia Terme | fine prestito                 |
| C                | Mario Šitum          | Cosenza       | fine prestito                 |
| Altre operazioni |                      |               |                               |
| R.               | Nome                 | a             | Modalità                      |
| P                | Tommaso Aglietti     |               | nuovo contratto dopo svincolo |

| Cessioni | Cessioni              | Cessioni     | Cessioni                         |
| R.       | Nome                  | a            | Modalità                         |
| -------- | --------------------- | ------------ | -------------------------------- |
| P        | Alessandro Micai      | Salernitana  | fine prestito                    |
| P        | Stefano Turati        | Sassuolo     | fine prestito                    |
| D        | Gianluca Di Chiara    | Perugia      | fine prestito                    |
| D        | Bruno Amione          | Verona       | fine prestito                    |
| D        | Dīmītrīs Stavropoulos | Warta Poznań | svincolato                       |
| C        | Lorenzo Gavioli       | Pro Patria   | prestito                         |
| D        | Claud Adjapong        | Sassuolo     | fine prestito                    |
| C        | Ottavio Garau         | Vis Pesaro   | prestito                         |
| C        | Ricardo Faty          |              | rescissione                      |
| C        | Ramzi Aya             | Avellino     | definitivo                       |
| D        | Ivan Lakićević        |              | svincolato                       |
| C        | Lorenzo Lollo         | Triestina    | definitivo                       |
| D        | Damiano Franco        | Siena        | prestito                         |
| C        | Nicolò Bianchi        | Cesena       | definitivo                       |
| C        | Nicola Bellomo        | Bari         | definitivo                       |
| C        | Michael Folorunsho    | Napoli       | fine prestito                    |
| C        | Mario Šitum           | Catanzaro    | definitivo                       |
| C        | Alessandro Cortinovis | Atalanta     | fine prestito                    |
| A        | Cristiano Lombardi    | Lazio        | fine prestito                    |
| A        | German Denis          |              | svincolato                       |
| A        | Marco Tumminello      | Atalanta     | fine prestito                    |
| C        | Yassin Ejjaki         | Mantova      | prestito                         |
| A        | Lorenzo Di Stefano    | Gubbio       | prestito                         |
| D        | Damiano Franco        | Siena        | prestito                         |
| A        | Adriano Montalto      | Reggiana     | prestito con diritto di riscatto |
| A        | Alessandro Provazza   | Vis Pesaro   | prestito                         |
| C        | Karim Laribi          |              | rescissione                      |
| R.       | Nome                  | a            | Modalità                         |
| P        | Tommaso Aglietti      |              | svincolato                       |

### Sessione invernale(dal 3/1 al 31/1)
| Acquisti | Acquisti             | Acquisti      | Acquisti   |
| R.       | Nome                 | da            | Modalità   |
| -------- | -------------------- | ------------- | ---------- |
| P        | Nikita Contini       | Sampdoria     | prestito   |
| D        | Emanuele Terranova   | Bari          | definitivo |
| C        | David Strelec        | Spezia        | prestito   |
| C        | Warren Bondo         | Monza         | prestito   |
| A        | Juan Facundo Crisafi | Lamezia Terme | definitivo |

| Cessioni | Cessioni             | Cessioni   | Cessioni             |
| R.       | Nome                 | a          | Modalità             |
| -------- | -------------------- | ---------- | -------------------- |
| P        | Federico Ravaglia    | Bologna    | risoluzione prestito |
| D        | Eduard Dutu          | Fiorentina | fine prestito        |
| A        | Federico Santander   | Guaraní    | prestito             |
| D        | Federico Giraudo     | Cittadella | prestito             |
| C        | Vittorio Agostinelli | Fiorentina | fine prestito        |

## Risultati

### Serie B

#### Play-off
| Arbitro: | Rapuano (Rimini) |

|               |           |  |
| Casiraghi 89’ | Marcatori |  |

### Coppa Italia

#### Turni eliminatori
| Arbitro: | Ferrieri Caputi (Livorno) |

|                   |           |  |
| Sabiri 67’ (rig.) | Marcatori |  |

## Statistiche

### Statistiche di squadra
Statistiche aggiornate al 20 maggio 2023
| Competizione | Punti   | In casa | In casa | In casa | In casa | In casa | In casa | In trasferta | In trasferta | In trasferta | In trasferta | In trasferta | In trasferta | Totale | Totale | Totale | Totale | Totale | Totale | DR |
| Competizione | Punti   | G       | V       | N       | P       | Gf      | Gs      | G            | V            | N            | P            | Gf           | Gs           | G      | V      | N      | P      | Gf     | Gs     | DR |
| ------------ | ------- | ------- | ------- | ------- | ------- | ------- | ------- | ------------ | ------------ | ------------ | ------------ | ------------ | ------------ | ------ | ------ | ------ | ------ | ------ | ------ | -- |
| Serie B      | 50 (-5) | 19      | 10      | 2       | 7       | 28      | 22      | 19           | 7            | 2            | 10           | 21           | 23           | 38     | 17     | 4      | 17     | 49     | 45     | +4 |
| Coppa Italia | -       | 0       | 0       | 0       | 0       | 0       | 0       | 1            | 0            | 0            | 1            | 0            | 1            | 1      | 0      | 0      | 1      | 0      | 1      | -1 |
| Totale       | -       | 19      | 10      | 2       | 7       | 28      | 22      | 20           | 7            | 2            | 11           | 21           | 24           | 39     | 17     | 4      | 18     | 49     | 46     | +3 |

### Andamento in campionato
| Giornata  | 1 | 2 | 3 | 4 | 5 | 6 | 7 | 8 | 9 | 10 | 11 | 12 | 13 | 14 | 15 | 16 | 17 | 18 | 19 | 20 | 21 | 22 | 23 | 24 | 25 | 26 | 27 | 28 | 29 | 30 | 31 | 32 | 33 | 34 | 35 | 36 | 37 | 38 |
| --------- | - | - | - | - | - | - | - | - | - | -- | -- | -- | -- | -- | -- | -- | -- | -- | -- | -- | -- | -- | -- | -- | -- | -- | -- | -- | -- | -- | -- | -- | -- | -- | -- | -- | -- | -- |
| Luogo     | T | T | C | C | T | C | T | C | T | C  | T  | C  | T  | C  | T  | C  | T  | C  | T  | C  | C  | T  | T  | C  | T  | C  | T  | C  | T  | C  | T  | C  | T  | C  | T  | C  | T  | C  |
| Risultato | V | P | V | V | V | V | P | V | P | P  | N  | V  | V  | N  | V  | P  | V  | N  | V  | P  | V  | P  | P  | P  | P  | V  | P  | P  | V  | P  | P  | V  | N  | P  | P  | V  | P  | V  |
| Posizione | 1 | 8 | 3 | 1 | 1 | 1 | 1 | 1 | 2 | 4  | 4  | 2  | 2  | 2  | 2  | 2  | 2  | 2  | 2  | 2  | 2  | 3  | 3  | 3  | 5  | 4  | 5  | 6  | 7  | 7  | 8  | 5  | 5  | 8  | 8  | 11 | 10 | 7  |

Fonte: legab.it
Legenda:

Luogo: C = Casa; T = Trasferta. Risultato: V = Vittoria; N = Pareggio; P = Sconfitta.

### Statistiche dei giocatori
Aggiornato al 26 maggio 2023
| Giocatore      | Serie B  | Serie B | Serie B     | Serie B    | Coppa Italia | Coppa Italia | Coppa Italia | Coppa Italia | Totale   | Totale | Totale      | Totale     |
| Giocatore      | Presenze | Reti    | Ammonizioni | Espulsioni | Presenze     | Reti         | Ammonizioni  | Espulsioni   | Presenze | Reti   | Ammonizioni | Espulsioni |
| -------------- | -------- | ------- | ----------- | ---------- | ------------ | ------------ | ------------ | ------------ | -------- | ------ | ----------- | ---------- |
| T. Aglietti    | 0        | 0       | 0           | 0          | 0            | 0            | 0            | 0            | 0        | 0      | 0           | 0          |
| V. Agostinelli | 0        | 0       | 0           | 0          | 0            | 0            | 0            | 0            | 0        | 0      | 0           | 0          |
| W. Bondo       | 3        | 0       | 0           | 0          | 0            | 0            | 0            | 0            | 3        | 0      | 0           | 0          |
| D. Bouah       | 9        | 1       | 5           | 1          | 0            | 0            | 0            | 0            | 9        | 1      | 5           | 1          |
| M. Camporese   | 26       | 0       | 4           | 0          | 0            | 0            | 0            | 0            | 26       | 0      | 4           | 0          |
| L. Canotto     | 37+1     | 6       | 4           | 0          | 1            | 0            | 0            | 0            | 39       | 6      | 4           | 0          |
| E. Cicerelli   | 29       | 0       | 1           | 0          | 1            | 0            | 0            | 0            | 30       | 0      | 1           | 0          |
| T. Cionek      | 31+1     | 0       | 6           | 2          | 1            | 0            | 0            | 0            | 33       | 0      | 6           | 2          |
| J. Crisafi     | 0        | 0       | 0           | 0          | 0            | 0            | 0            | 0            | 0        | 0      | 0           | 0          |
| L. Crisetig    | 29       | 1       | 4           | 0          | 1            | 0            | 0            | 0            | 30       | 1      | 4           | 0          |
| S. Colombi     | 26       | -28     | 1           | 0          | 0            | 0            | 0            | 0            | 26       | -28    | 1           | 0          |
| N. Contini     | 8+1      | -12 -1  | 0           | 0          | 0            | 0            | 0            | 0            | 9        | -12    | 0           | 0          |
| G. Di Chiara   | 32+1     | 0       | 5           | 0          | 0            | 0            | 0            | 0            | 33       | 0      | 5           | 0          |
| E. Dutu        | 0        | 0       | 0           | 0          | 0            | 0            | 0            | 0            | 0        | 0      | 0           | 0          |
| G. Fabbian     | 36+1     | 8       | 8           | 1          | 1            | 0            | 1            | 0            | 38       | 8      | 9           | 1          |
| R. Gagliolo    | 30+1     | 2       | 9           | 0          | 1            | 0            | 0            | 0            | 32       | 2      | 9           | 0          |
| A. Gălăbinov   | 4+1      | 0       | 0           | 0          | 0            | 0            | 0            | 0            | 5        | 0      | 0           | 0          |
| F. Giraudo     | 12       | 0       | 0           | 0          | 1            | 0            | 1            | 0            | 13       | 0      | 1           | 0          |
| G. Gori        | 34+1     | 3       | 1           | 0          | 1            | 0            | 0            | 0            | 36       | 3      | 1           | 0          |
| A. Hernani     | 30+1     | 7       | 7           | 0          | 0            | 0            | 0            | 0            | 31       | 7      | 7           | 0          |
| D. Liotti      | 29+1     | 1       | 1           | 0          | 1            | 0            | 0            | 0            | 31       | 1      | 1           | 0          |
| G. Loiacono    | 13+1     | 0       | 2           | 0          | 0            | 0            | 0            | 0            | 14       | 0      | 2           | 0          |
| A. Lombardi    | 4        | 1       | 0           | 0          | 0            | 0            | 0            | 0            | 4        | 1      | 0           | 0          |
| Z. Majer       | 31+1     | 1       | 11          | 1          | 1            | 0            | 0            | 0            | 33       | 1      | 11          | 1          |
| J. Ménez       | 33       | 5       | 8           | 1          | 1            | 0            | 0            | 0            | 34       | 5      | 8           | 1          |
| J. Obi         | 1        | 0       | 1           | 0          | 0            | 0            | 0            | 0            | 1        | 0      | 1           | 0          |
| N. Pierozzi    | 34+1     | 4       | 7           | 1          | 1            | 0            | 0            | 0            | 36       | 4      | 7           | 1          |
| F. Ravaglia    | 4        | -5      | 2           | 0          | 1            | -1           | 0            | 0            | 5        | -6     | 2           | 0          |
| F. Ricci       | 11+1     | 0       | 1           | 0          | 1            | 0            | 0            | 0            | 13       | 0      | 1           | 0          |
| R. Rivas       | 38       | 3       | 1           | 0          | 1            | 0            | 0            | 0            | 39       | 3      | 1           | 0          |
| F. Santander   | 3        | 0       | 0           | 0          | 0            | 0            | 0            | 0            | 3        | 0      | 0           | 0          |
| D. Strelec     | 15+1     | 3       | 0           | 0          | 0            | 0            | 0            | 0            | 16       | 3      | 0           | 0          |
| E. Terranova   | 10       | 0       | 1           | 0          | 0            | 0            | 0            | 0            | 10       | 0      | 1           | 0          |

## Giovanili
Tratto dal sito ufficiale della società.

### Organigramma
Area direttiva
- Responsabile settore giovanile: Massimo Taibi
- Segretario settore giovanile: Giampaolo Cataldo
- Responsabile attività di base: Salvatore Laiacona
- Responsabile area sanitaria: Pasquale Favasuli
- Responsabile area marketing: Consuelo Apa

Primavera
- Allenatore: Ivan Franceschini
- Allenatore in seconda: Danilo Polito
- Preparatore Atletico: Santi Cannistrà
- Preparatore Portieri: Stefano Pergolizzi
- Dirigente accompagnatore: Simone Sinicropi

Femminile
- Allenatore: Giovanni Vadalà
- Preparatore atletico: Monica Ligato

Under 17
- Allenatore: Domenico Zito
- Allenatore in seconda: Salvatore Ripepi
- Preparatore atletico: Alessandro Infortuna
- Preparatore Portieri: Stefano Pergolizzi
- Dirigente accompagnatore: Domenico Chiaia

Under 15
- Allenatore: Antonino Riso
- Preparatore atletico: Leo Scordo
- Preparatore Portieri: Antonio Leone e Gabriele Parisi
- Dirigente accompagnatore: Roberto Crucitti

Under 16
- Allenatore: Ricardo Verón
- Preparatore atletico: Gabriele Minniti
- Preparatore Portieri: Antonio Leone
- Dirigente accompagnatore: Stefano Maressa

Under 14 Pro
- Allenatore: Massimo Macrì
- Allenatore in seconda: Salvatore Ripepi
- Preparatore atletico: Pasquale Ocello
- Preparatore dei portieri: Antonio Leone
- Dirigente accompagnatore: Giuseppe Catalano